# أوليفر كوكس
أوليفر كوكس (بالإنجليزية: Oliver Cox)‏ هو عالم اجتماع أمريكي، ولد في 25 أكتوبر 1901 في بورت أوف سبين في ترينيداد وتوباغو، وتوفي في 4 سبتمبر 1974.